# Плато Південне
Південна рівнина (лат. Planum Australe) — це полярна рівнина у південній півкулі планети Марс. Вона простягається на південь від, приблизно, 75° пд. ш., а її центр розташований за координатами 83°54′ пд. ш. 160°00′ сх. д. / 83.9° пд. ш. 160.0° сх. д.. Геологія цього регіону мала бути досліджена в ході місії NASA Mars Polar Lander, однак місія зазнала краху — зв'язок із апаратом було втрачено під час входження його у марсіанську атмосферу.

## Льодовикова шапка
Рівнина Australe частково покрита перманентною полярною льодовою шапкою, яка складається із замерзлої води та вуглекислого газу, і має товщину близько 3 км. Сезонна (тимчасова) льодова шапка формується зверху на перманентній шапці протягом марсіанської зими, розширюючись у південному напрямку, починаючи з 60° пд. ш. В найхолодніший період зими її товщина досягає приблизно 1 метра. Існує ймовірність, що площа цієї льодовикової шапки повільно звужується через локальну зміну клімату. Твердження про глобальне потепління у масштабах планети, засновані на аналізі різних знімків поверхні Марса, не враховують температурні дані та глобальні дані щодо Марса, а тому не сприймаються науковою спільнотою всерйоз. Дані, зібрані космічними апаратами на Марсі та його орбіті, а також ті, які були отримані за допомогою земних та навколоземних телескопів на основі мікрохвильового випромінювання, свідчать про те, що глобальне середнє значення температури на Марсі є, в цілому, стабільним, і, ймовірно, спадає.

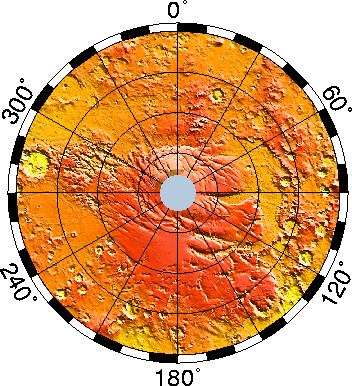
Мапа висот південного полюса. Зверніть увагу, як Planum Australe височить над рештою побитої кратерами території. Клацніть на зображенні, аби збільшити та краще роздивитись деталі.

У 1966 році Лейтон та Мюррей висловили припущення, що марсіанські полярні шапки містять значно більший об'єм CO2, аніж сама атмосфера планети. Однак зараз вчені вважають, що обидва полюси Марса складаються в основному з водяного льоду. Обидва полюси мають тонкий сезонний покрив замерзлого CO2, тоді як південне поле має додатково ще постійну залишкову шапку із CO2, товщина якої сягає від 8 до 10 метрів, і яка розташована зверху на шарі водяного льоду. Можливо, ключовим аргументом на користь того, що левова частка льоду в цій полярній шапці є саме водяним льодом, є те, що твердий лід із CO2 є недостатньо механічно сильним для того, аби утримувати льодову шапку товщиною у 3 км стабільною протягом тривалих періодів часу. У 2011 році дані, отримані радаром підземного зондування SHARAD, виявили масивні підповерхневі поклади CO2 у формі льоду. Маса цього льоду, який був виявлений саме у Planum Australe, відповідає 80% всієї маси CO2, що зараз перебуває в атмосфері Марса, або ж 4-5 мілібар.
Дані, отримані апаратом Mars Express Європейської космічної агенції свідчать про те, що існує три основні частини льодової шапки. Частина із найвищим показником світловідбиття складається приблизно на 85% із сухого льоду та на 15% з водяного льоду. Друга частина, у місцях переходу в навколишні рівнини, де полярна шапка формує стрімкі схили на краях, лід є майже винятково водяним. І врешті, льодовикова шапка оточена полями багаторічної мерзлоти, що простягаються на десятки кілометрів на північ від стрімких країв льодовика.
Центр перманентної льодовикової шапки розташований не на 90° пд. ш., а швидше на 150 кілометрів на північ від географічного південного полюса. Присутність двох масивних ударних басейнів у західній півкулі — Hellas Planitia та Argyre Planitia — стала причиною виникнення зони низького тиску над перманентною льодовиковою шапкою. Як результат, у цій місцевості складаються погодні умови, сприятливі для утворення лапатого білого снігу, що має високе значення альбедо. Це контрастує із ожеледдю («чорним льодом»), яка вкриває східну частину полярного регіону, де снігопади є рідкісними.

## Географічні деталі
Існують два чітко розрізнювані субрегіони у Planum Australe — Australe Lingula та Promethei Lingula. Вони відокремлені один від одного каньйонами Promethei Chasma, Ultimum Chasma, Chasma Australe та Australe Sulci. Припускають, що ці регіони були сформовані під впливом катабатичних вітрів. Найбільшим кратером у Planum Australe є кратер Мак-Мердо.

### Гейзери на Марсі

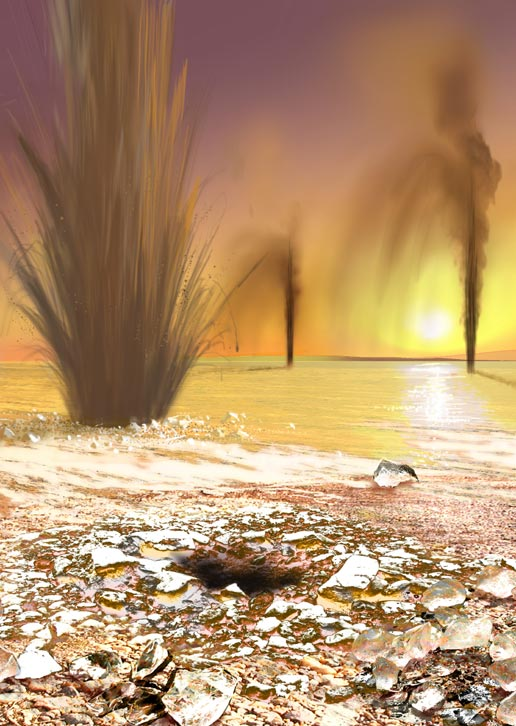
Художня концепція марсіанських гейзерів, що вивергають на поверхню струмені піску. (Автор — Рон Міллер.

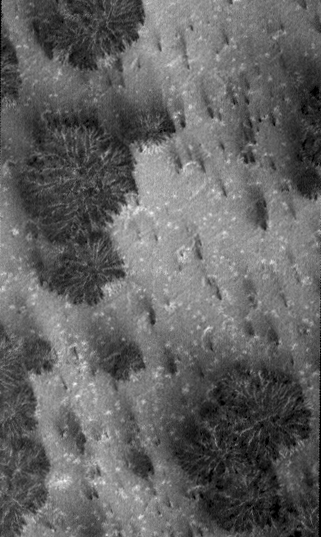
Збільшене зображення «темних плям на дюнах», що утворюються у гейзероподібних системах.

Сезонні замерзання та розмороження південної льодовикової шапки стають причиною формування павукоподібних радіальних каналів, вирізьблених у метровій товщі льоду під впливом сонячного випромінювання. Згодом, сублімований CO2 (а також, ймовірно, вода) збільшують тиск у цих утвореннях всередині льоду, внаслідок чого відбуваються гейзероподібні виверження холодної речовини, часто змішаної з темним базальтовим піском чи брудом. Цей процес є досить швидким, триває протягом декількох днів, тижнів або місяців — швидкість розвитку досить незвична для геології — особливо для Марса. Запланована місія космічного апарата Mars Geyser Hopper — це програма, спрямована на дослідження саме гейзерів на Марсі.